# Pető András
Pető András, született Pető Andor (Szombathely, 1893. szeptember 11. – Budapest, 1967. szeptember 11.) magyar orvos, nemzetközi hírű mozgásterapeuta. A mozgássérültek gyógyítására fejlesztette ki a „Pető-módszert.” Halála után az ő nevét vette fel a Mozgássérültek Nevelőképző és Nevelőintézete, ma Semmelweis Egyetem Pető András Kar.

## Életútja
Pető (Pollák) Ármin (1862–1925) kereskedő és Wiener Szidónia gyermekeként született. Apai nagyszülei Pollák Dávid és Heimler Netti voltak. Egyetemi tanulmányait Ausztriában végezte és ott többféle rehabilitációs jellegű intézményben dolgozott vezetőként is (1938-ig). Ekkor alapozta meg a később Budapesten általa kidolgozott konduktív pedagógiát. Bárczi Gusztáv támogatásával a Gyógypedagógiai Főiskolán kapott lehetőséget elgondolásai megvalósítására az 1947/48-as tanévben. Így jött létre az általa megtervezett és vezetett Országos Mozgásterápiai Intézet (1950), amely évekig a főiskola gyakorló intézménye is volt. Pető András a főiskolán egyidejűleg tanszéket kapott.
Mint a Mozgásterápiai Tanszék vezető tanára 1963-ig dolgozott, ekkor létesült a később róla elnevezett Mozgássérültek Nevelőképző és Nevelőintézete, amelyben a konduktorok képzésére is programot és lehetőséget teremtett. Emlékezetes előadó, rendkívül nagy tudású, sokoldalú, ötletekben gazdag, szuggesztív személyiség volt, aki értékes, feldolgozásra, továbbfejlesztésre alkalmas kéziratos feljegyzéseket hagyott hátra.

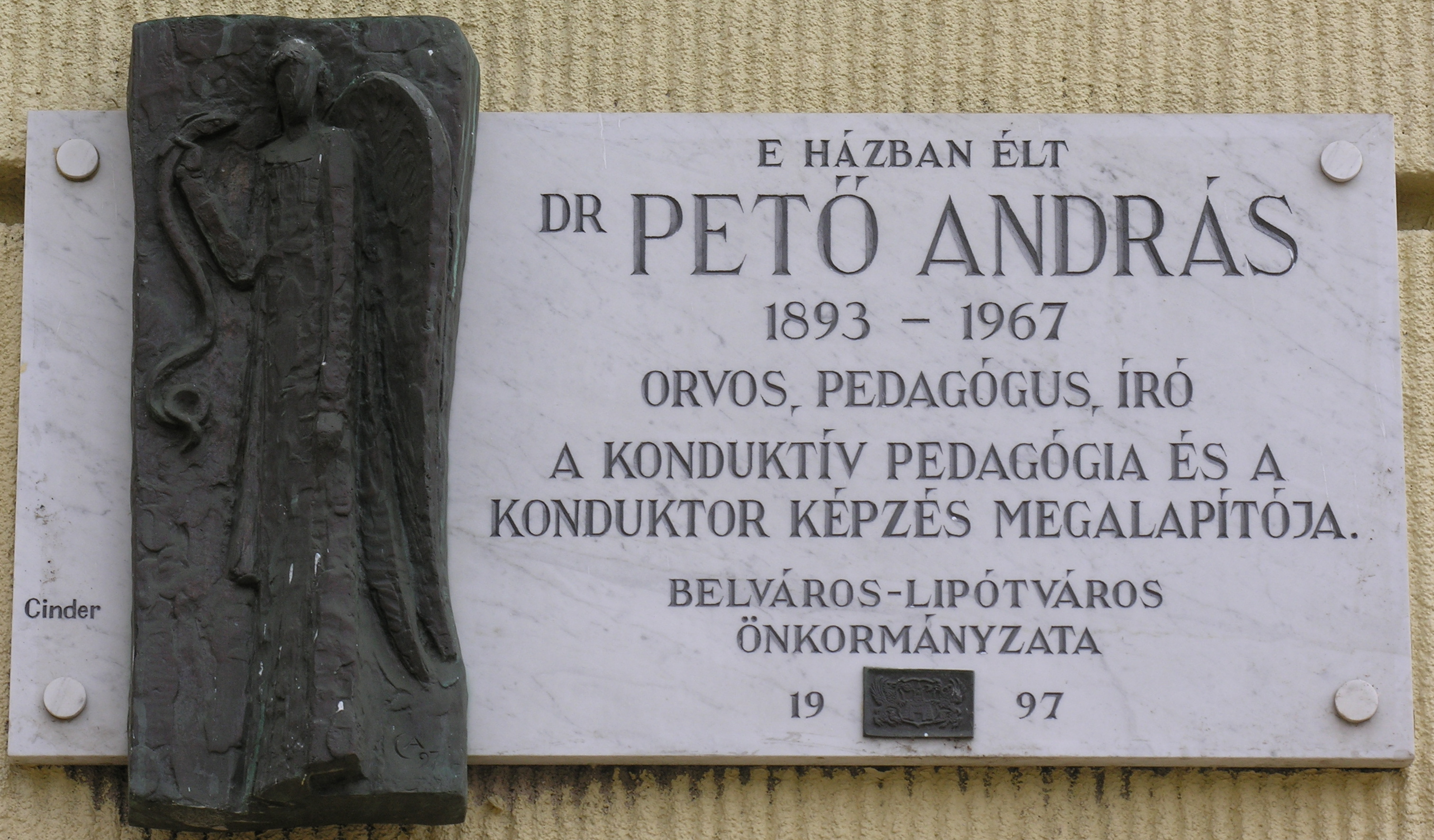
Emléktáblája egykori lakhelyén (V. ker., Stollár Béla utca 4)

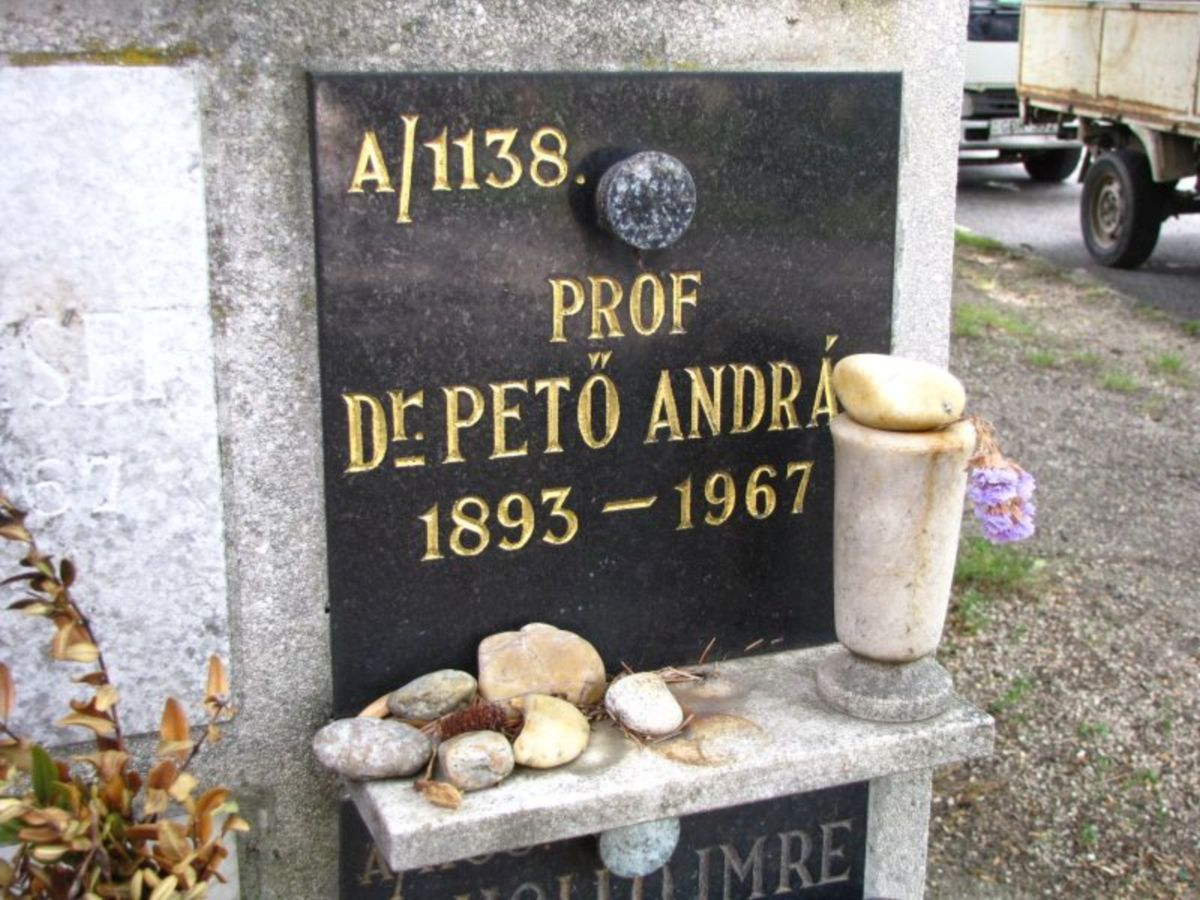
Sírja a Farkasréti temetőben (A/1138. fülke)

## Munkáiból
- Szovjet mozgásterápiai módszerek. A magyar gyógypedagógia a nervizmus szemléletében. Budapest, 1953. 47-51.;
- A konduktív mozgásterápia mint gyógypedagógia. Gyógypedagógia, 1955. 1. 15-21.